# Freziera arbutifolia
Freziera arbutifolia är en tvåhjärtbladig växtart som beskrevs av Jules Émile Planchon och Triana. Freziera arbutifolia ingår i släktet Freziera och familjen Pentaphylacaceae. Inga underarter finns listade i Catalogue of Life.